# Hipgnosis
Hipgnosis — студія дизайну, яка була заснована британським фотографом, дизайнером, та кінематографістом Стормом Торґерсоном у 1968 році.
Студія спеціалізувалася на розробці обкладинок альбомів рок — музикантів та груп. Клієнтами Hipgnosis були такі гурти як Pink Floyd, Wishbone Ash, UFO, 10cc, Bad Company, Led Zeppelin, The Alan Parsons Project й Genesis. До складу Hipgnosis входили Сторм Торґерсон, Ендрю Пауелл та пізніше Пітер Крістоферсон. У 1983 році студія перестала існувати.
У 1968 році Сторм Торґерсон та Ендрю Пауелл тісно товаришували з групою Pink Floyd. Після випуску альбому A Saucerful of Secrets, Pink Floyd стали другим після Beatles гуртом, якому EMI дозволило власноруч підшукувати дизайнерів для оформлення обкладинок для своїх альбомів. Робота була доручена Строму Торґенсону та його приятелю Ендрю Пауеллу з проханням «зробити щось космічно-психодилічне».
Торґерсон та компанія були авторами обкладинок багатьох дисків Pink Floyd. Також до них почали поступати замовлення безпосередньо від компанії EMI, розробляти дизайн обкладинок для таких гуртів як Free, Toe Fat і The Gods. Вони назвали себе Hipgnosis, скориставшись словом, яке на дверях їхньої квартири надряпав якийсь, не позбавлений дотепності, хлопець. Слово їм сподобалося не лише через співзвучність із «hypnosis» (укр. гіпноз), а швидше через незвичайне поєднання слова «hip» (укр. новий, модний) із гнозісом, що позначає особливі духовні пізнання.
Слава прийшла до Hipgnosis у 1973 році, коли вони розробили обкладинку для альбому The Dark Side of the Moon гурту Pink Floyd, яких займав найвищі сходинки європейських та американських хіт-парадів. Hipgnosis продемонстрували гурту сім різних варіантів обкладинки. Сторм Торґерсон згадує, що його надихнула ідея Річарда Райта, учасника Pink Floyd, зобразити щось «просте, клінічне і визначене», яке має водночас відношення до світових шоу Pink Floyd. Таким чином народилося зображення схоже на піраміду призми, яке трансформує тонкий промінь світла в спектр. Обкладинка була визнана однією з найкращих за весь час існування музичної індустрії (у 2003 році музичним телеканалом Vh1 в списку найбільших обкладинок всіх часів вона була поставлена на четверте місце). З того часу група здобула славу, поступали замовлення від таких музикантів як Led Zeppelin, Genesis, UFO, Black Sabbath, Пітер Ґебріел і Пол Маккартні. Також ними була розроблена обкладинка для книги «Автостопом по галактиці» англійського письменника-фантаста Дугласа Адамса.
У 1974 році до команди як асистент приєднався Пітер Крістоферсон, і пізніше він став повноправним партнером. У ті роки студія приймала на роботу багатьох художників, фотографів та інших співробітників — найвідоміші з них: Джордж Харді, Річард Еванс, Колін Елджі й Річард Меннінг. Досить примітною є обставина, що Hipgnosis ніколи не вимагали за роботу над оформленням альбомів конкретних сум, залишаючи замовникам право платити залежно від того, наскільки музикантам сподобався підсумковий дизайн. Як згодом сказав Сторм Торґерсон, подібна політика була недоречною і призводила лише до зайвих проблем.
У 1983 році студія припинила своє існування, проте Сторм Торґерсон продовжив роботу окремо.